# Muisgrijze ridderzwam
De muisgrijze ridderzwam (Tricholoma terreum) is een schimmel behorend tot de familie Tricholomataceae. Hij is een paddenstoel met grijze hoed. Hij wordt gevonden in naaldbossen in Europa en is ook aangetroffen onder geïntroduceerde dennenbomen in Australië. Hij wordt als eetbaar beschouwd. Hij vormt ectomycorrhiza met dennen (Pinus). Vruchtlichamen verschijnen in de late zomer tot en met de late herfst.

## Kenmerken
Hoed
Hij heeft een hoed van 4 tot 7 cm. De hoed is convex en heeft een lage, brede umbo. Het is donkergrijs tot grijsbruin van kleur. Het oppervlak is droog en heeft geperste, zwartachtige, radiale vezels of fijne schubben. de hoed is echter niet wollig. De buitenste hoedrand is naar beneden gebogen. De basis is soms verdikt.
Steel
De steel heeft een lengte van 30 tot 80 mm en een dikte van 10 tot 15 mm. Het is witachtig van kleur, maar wordt roestbruin van kleur na aanraking. Het oppervlak is kaal, maar aan de bovenkant heeft het een fijn, melig schilferig glazuur.
Lamellen
De lamellen staan ver uit elkaar en zijn wittig tot grijs van kleur.
Geur en smaak
De geur is neutraal en niet bloemig. De smaak is mild en ook niet bloemig.
Sporen
De sporenprint is wit. De sporen zijn inamyloïde en meten 6-7 × 3,5-4,5 µm.

## Vergelijkbare soorten
Het kan worden verward met de grotere (en giftige) Tricholoma pardinum heeft een melige geur en hoedschubben; de eetbare blozende ridderzwam (Tricholoma orirubens) heeft fijne donkere schubben en roze lamellen.

## Verspreiding
De muisgrijze ridderzwam komt veel voor in het Holarctisch gebied. Hij is te vinden in Noord-Amerika, Europa, de Canarische Eilanden, Noord-Afrika en Noord-Azië. In Europa strekt het gebied zich uit van Frankrijk in het westen tot Estland en Wit-Rusland in het oosten en in het zuiden tot Spanje, de Balearen, Italië, Sicilië en Griekenland en in het noorden tot de Hebriden, Fennoscandinavië en IJsland. In Finland komt hij voor tot de 68e noorderbreedte graad.
In Nederland komt hij matig algemeen voor. Hij staat op de rode lijst in de categorie 'Bedreigd'.

## Eetbaarheid
Met een milde smaak werd de soort vroeger als een goede eetbaar beschouwd. Hij wordt gezien op markten in Frankrijk, samen met de nevelzwam (Clitocybe nebularis) en de glanzende ridderzwam (Tricholoma portentosum). Sommige bronnen bevelen echter aan dat onervaren plukkers alle grijze ridderzwammen vermijden. Recente chemische tests tonen aan dat deze soort gifstoffen kan bevatten die rabdomyolyse kunnen veroorzaken. Uit meer recent onderzoek is echter gebleken dat alleen een abnormale hoeveelheid Tricholoma-paddenstoelen de rabdomyolyse kan veroorzaken en dat een normale consumptie van ongeveer 200 g paddenstoelen veilig is, tenzij de eter overgevoelig is.

## Taxonomie
De schimmel werd oorspronkelijk beschreven als Agaricus terreus door Jacob Christian Schäffer in 1762, en als Agaricus myomyces door mycoloog Christian Hendrik Persoon in 1794. De huidige naam (anno 2022) erkend door Index Fungorum kreeg hij door de Duitser Paul Kummer in 1871. 
Bijna alle hedendaagse bronnen beschouwen Tricholoma myomyces als een synoniem van T. terreum, maar er zijn enkele uitzonderingen. Bon vermeldt dat T. myomyces wordt gekenmerkt als laaglandpaddenstoel met witte lamellen en een wollige hoed en Courtecuisse scheidt hem op dezelfde basis. Moser onderscheidde T. myomyces op basis van het feit dat de lamellen geel zouden moeten worden.